# Szumi Marica
Szumi Marica (bułg. Шуми Марица) – hymn państwowy Bułgarii w latach 1885–1947. Pierwszą wersję tekstu, zatytułowanego wówczas „Marsz Czerniajewa” (oryg. Czernjaew Marsz, Черняев Марш) napisał w 1876 r. Nikoła Żiwkow. W 1912 r. został on zmodyfikowany przez Iwana Wazowa. Melodia pochodzi z tradycyjnej niemieckiej pieśni Wenn die Soldaten durch die Stadt marschieren, popularnej wśród Bułgarów od 1850 r.. 
Szumi Marica pełniła funkcję hymnu narodowego. Bułgaria miała także w tym czasie także hymn królewski – Chimn na Negowo Weliczestwo Carja.

## Słowa hymnu
Шуми Марица
окървавена,
плаче вдовица
люто ранена.
Марш, марш,
с генерала наш!
В бой да летим,
враг да победим!
Български чеда,
цял свят ни гледа.
Хай към победа
славна да вървим.
Марш, марш,
с генерала наш!
В бой да летим,
враг да победим!
Левът балкански
в бой великански
с орди душмански
води ни крилат.
Марш, марш,
с генерала наш!
В бой да летим,
враг да победим!
Млади и знойни,
в вихрите бойни.
Ний сме достойни
лаври да берем.
Марш, марш,
с генерала наш!
В бой да летим,
враг да победим!
Ний сме народа,
за чест и свобода,
за мила рода
който знай да мре.
Марш, марш,
с генерала наш!
В бой да летим,
враг да победим!

## Transkrypcja
Szumi Marica
okyrwawena,
płacze wdowica
luto ranena.
Marsz, marsz,
s generała nasz!
W boj da letim,
wrag da pobedim!
Byłgarski czeda,
cjał swjat ni gleda.
Chaj kym pobeda
sławna da wyrwim.
Marsz, marsz,
s generała nasz!
W boj da letim,
wrag da pobedim!
Lewyt bałkanski
w boj welikanski
s ordi duszmanski
wodi ni kriłat.
Marsz, marsz,
s generała nasz!
W boj da letim,
wrag da pobedim!
Mładi i znojni,
w wichrite bojni.
Nij sme dostojni
ławri da berem.
Marsz, marsz,
s generała nasz!
W boj da letim,
wrag da pobedim!
Nij sme naroda,
za czest i swoboda,
za miła roda
kojto znaj da mre.
Marsz, marsz,
s generała nasz!
W boj da letim,
wrag da pobedim!